# Аветисян, Агавни Аваковна
Агавни Аваковна Аветисян (1930; село Кярим-арх, ССР Армения, ЗСФСР, СССР — неизвестно) — звеньевая колхоза «Кармир астх» Октемберянского района Армянской ССР, Герой Социалистического Труда.

## Биография
Родилась в 1930 году в селе Кярим-арх (с 1935 по 2006 гг. - Советакан) Советской Армении, в семье колхозника.
После окончания школы Аветисян вступила в колхоз «Кармир астх» села Советакан, где девушка возглавила комсомольско-молодёжное звено. По подсчётам и итогам работы за 1949 год, её звено получило урожай хлопка 67.4 центнера с гектара на площади 7 гектаров. 
За получение высоких урожаев хлопка Указом Президиума Верховного Совета СССР от 14 июня 1950 года Аветисян было присвоено звание Героя Социалистического Труда с вручением ордена Ленина и золотой медали «Серп и Молот».
Проживала Аветисян в родном селе Советакан (до 1935 г. - Кярим-арх, с 2006 г. - Алашкерт). Дата и место смерти неизвестны.

## Звания и награды
- Герой Социалистического труда (1950)
- Орден Ленина
- Медаль «Серп и Молот»

другие награды